# Hexametildissiloxano
Hexametildissiloxano é o composto representado esquematicamente por (Si(CH3)3)2O.